# Параватумб
Параватумб (вірм. Պառավաթումբ, азерб. Paravatumb) — село у Мартунинському районі Нагірно-Карабаської Республіки. Село розташоване за 2 км на північ від траси Степанакерт — Мартуні, за 19 км на захід від міста Мартуні, за 1 км на південь від села Кагарці, за 7 км на північний схід від села Ннґі та за 5 км на північний захід від села Варанда.

## Пам'ятки
В селі розташована церква Сурб Аствацацін 18-19 ст.